# Enrique Martín Monreal
Enrique Martín Monreal Lizárraga (Tiebas-Muruarte de Reta, Navarra; 9 de marzo de 1956) es un exfutbolista y entrenador de fútbol. Actualmente está libre tras dejar el Córdoba Club de Fútbol de la Segunda División B de España.

## Jugador
En su carrera futbolística como jugador, permaneció toda su carrera profesional en el Club Atlético Osasuna, llegando a jugar dos partidos internacionales, con España. Fue uno de los puntales del equipo y su estancia en el club, a pesar de las ofertas recibidas, posibilitó el asentamiento del equipo en primera división. Junto a Patxi Iriguibel y José Manuel Echeverría formó durante varias temporadas la delantera del equipo "rojillo" que consolidó al equipo en la máxima categoría del fútbol español, siendo digno de destacar que los tres finalizaron su carrera con el mismo número de goles en Primera División con Osasuna, con un total de 36 goles cada uno.

## Entrenador
Inicios en Osasuna
Como técnico, se estrenó en las categorías inferiores del Club Atlético Osasuna, a cuyo primer equipo y al filial ha dirigido en varias ocasiones. Su primera experiencia al frente del primer equipo fue en 1994, aunque no pudo evitar el descenso. Al año siguiente, regresó al filial "rojillo".
En su larga etapa en Pamplona, destaca el denominado "Milagro de Martín" en 1997: Durante esos penosos años que Osasuna deambulaba en 2.ª División, en la temporada 96/97, el de Campanas, que era entrenador de Osasuna Promesas, tomó las riendas del primer equipo cuando se encontraba prácticamente en 2.ª B a falta de 5 partidos. Cambió radicalmente las alineaciones, plagadas de foráneos e hizo un equipo basado en la cantera y con muchos jugadores del 2.º equipo. Consiguió la victoria en los cuatro siguientes partidos y aún le sobró el 5.ª. Se celebró como un ascenso. Continuaría al frente de Osasuna en las dos siguientes temporadas, obteniendo el 15.º y el 13.er puesto en la clasificación, antes de ceder el testigo a Miguel Ángel Lotina.
Periplo en Segunda División
Tras su paso por el equipo navarro, Enrique Martín también dirigió al Leganés en dos etapas, logrando la permanencia en la primera de ellas. De ahí pasó al Burgos, con el que logró la permanencia en la categoría de plata pero fue descendido por no convertirse en SAD.
En septiembre de 2003, se hizo cargo del Terrassa FC, sacándolo del descenso y llevándolo al 12.º puesto, pese a lo cual no le ofrecieron la renovación.
Tras unos meses de inactividad, en enero de 2005, volvió a los banquillos de la mano del Xerez, pasando de 11.º a 8.º en la segunda vuelta.
Su siguiente destino fue el Numancia, pero acabó siendo destituido tras 15 jornadas de Liga, cuando el equipo soriano era 17.º.
Regreso a Osasuna
En 2006, volvió a Navarra para entrenar al Osasuna "B", tarea que llevó a cabo hasta que fue despedido en marzo de 2008.
En noviembre de 2012, la junta directiva del Club Atlético Osasuna lo confirmó como nuevo Director del Fútbol base de la entidad navarra. Posteriormente entró a formar parte de la secretaría técnica del club. Eneko Elósegui era su ayudante en el nuevo reto.
El 5 de mayo de 2015, volvió al banquillo del primer equipo de Osasuna tras la destitución de José Manuel Mateo con el objetivo de lograr la permanencia. Logró 2 victorias, 3 empates y una derrota que fueron suficientes para eludir el descenso. Fue renovado por otro año para continuar al frente del conjunto "rojillo"; y en la temporada 2015-16, Osasuna fue una de las revelaciones del campeonato, terminando como 6.º clasificado y accediendo a la promoción de ascenso. Allí logró volver a Primera tras eliminar al Nàstic de Tarragona en semifinales tras ganar 3-1 en la ida y 2-3 en la vuelta, y eliminar al Girona en la final tras ganar en la ida 2-1 y en la vuelta 0-1. Con estos resultados, el equipo navarro accedió a Primera División. Sin embargo, el 7 de noviembre de 2016, fue cesado en sus funciones, tras sumar 7 puntos en 11 partidos de Liga.
Albacete
El 5 de octubre de 2017, fue contratado como nuevo técnico del Albacete Balompié, de la Segunda División de España, hasta final de temporada, tras la destitución de José Manuel Aira, con la meta primordial de evitar el descenso. Logró mantener al equipo manchego en la categoría de plata, pero el club optó por prescindir de sus servicios.
Gimnàstic de Tarragona
El 23 de octubre de 2018, firmó hasta final de temporada por el Club Gimnàstic de Tarragona para tratar de salvar al conjunto grana del descenso, un objetivo que no logró.
Córdoba Club de Fútbol
El 20 de junio de 2019, se confirma su compromiso como entrenador del Córdoba Club de Fútbol para dirigirlo en la Segunda División B de España. Sin embargo, presentó la dimisión tras 4 meses en el cargo.

## Clubes

### Como jugador
| Club             | País   | Año       |
| ---------------- | ------ | --------- |
| Osasuna Promesas | España | 1978-1979 |
| CA Osasuna       | España | 1979-1988 |

### Como entrenador
| Club                               | País   | Año       | P   | PG | PE | PP | % v.  |
| ---------------------------------- | ------ | --------- | --- | -- | -- | -- | ----- |
| CA Osasuna (categorías inferiores) | España | 1990-1993 |     |    |    |    |       |
| CA Osasuna                         | España | 1994      | 22  | 4  | 8  | 10 | 18.18 |
| CA Osasuna "B" y CA Osasuna        | España | 1994-1997 | 118 | 48 | 34 | 36 | 40.68 |
| CA Osasuna                         | España | 1997-1999 | 105 | 40 | 27 | 38 | 38.1  |
| CD Leganés                         | España | 1999-2001 | 82  | 27 | 30 | 25 | 32.93 |
| Burgos CF                          | España | 2001-2002 | 43  | 12 | 16 | 15 | 27.91 |
| CD Leganés                         | España | 2002-2003 | 32  | 10 | 10 | 12 | 31.25 |
| Terrassa FC                        | España | 2003-2004 | 39  | 12 | 13 | 14 | 30.77 |
| Xerez CD                           | España | 2005      | 22  | 6  | 10 | 6  | 27.27 |
| CD Numancia                        | España | 2005      | 18  | 4  | 6  | 8  | 22.22 |
| CA Osasuna "B"                     | España | 2006-2008 | 67  | 18 | 20 | 29 | 26.87 |
| CA Osasuna "B"                     | España | 2012      | 3   | 0  | 1  | 2  | 0     |
| CA Osasuna                         | España | 2015-2016 | 64  | 25 | 20 | 19 | 39.06 |
| Albacete Balompié                  | España | 2017-2018 | 35  | 10 | 15 | 10 | 28.57 |
| Gimnàstic de Tarragona             | España | 2018-2019 | 21  | 5  | 3  | 13 | 23.81 |
| Córdoba Club de Fútbol             | España | 2019      | 9   | 3  | 4  | 2  | 33.33 |

## Premios y reconocimientos
El Gobierno de Navarra, a través del Instituto Navarro de Deporte y Juventud, concedió a Enrique Martín Monreal el "Galardón Deportivo 2016" al mejor técnico.
En septiembre de 2015 y junio de 2016, la Liga de Fútbol Profesional le concedió el premio al "Mejor entrenador del mes".